# Olívia Guedes Penteado

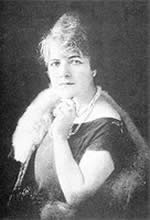
Olívia Guedes Penteado

Olívia Guedes Penteado (12 tháng 3 năm 1872 - 9 tháng 6 năm 1934) là một người bảo trợ nghệ thuật và nhà từ thiện người Brazil đã thành lập Salão de Arte Moderna ở São Paulo. Cô là một động lực thúc đẩy phong trào hiện đại hóa của đất nước. Cháu gái của cô, Yolanda Penteado, cũng là một người bảo trợ nghệ thuật.

## Tiểu sử
Sinh ra tại Campinas năm 1872, cô là con gái của gia đình Baron của Piratininga, José Guedes de Souza, một nông trại cà phê lớn mạnh ở Mogi Mirim, và Carolina Leopoldina de Almeida e Souza. Gia đình cô xuất thân từ Fernão Dias Pais, Amador Bueno, Tibiriçá và João Ramalho. Cô từng học ở nhà với gia sư riêng và học một thời gian ở Colegio Bojanas. Gia đình sau đó chuyển tới São Paulo, khi cha cô trở thành Baron Piratininga.
Trong khi sống ở Paris, Penteado gặp những người bạn hiện đại, trở về Brazil với những bản sao tác phẩm của Pablo Picasso và Marie Laurencin, cùng với những tác phẩm khác. Penteado thành lập Salon of Modern Art vào năm 1923, khi cô trở về sống ở Brazil.
Ở tuổi 16, Penteado kết hôn với người em họ đầu tiên của cô, Inacio Leite Penteado. Cô đã chiến đấu vì quyền bầu cử của phụ nữ, và tham gia tích cực vào cuộc cách mạng Hiến pháp năm 1932. Cô chết vì viêm ruột thừa ở São Paulo năm 1934, và được chôn cất tại Nghĩa trang Consolação tại São Paulo, ngôi mộ của cô được trang trí bằng một tác phẩm điêu khắc mang tên "Sepulture". Victor Brecheret. Trạm dừng xe lửa  và đường phố  đều được đặt theo tên cô để tôn vinh những cống hiến của cô cho nghệ thuật và xã hội.